# جميل دوغلاس
جميل دوغلاس (بالإنجليزية: Jamil Douglas)‏ هو لاعب كرة قدم أمريكية أمريكي، ولد في 22 فبراير 1992 في سايبريس في الولايات المتحدة.

## وصلات خارجية
- جميل دوغلاس على موقع مرجع كرة القدم المحترفة.كوم (الإنجليزية)